# Norzagaray
Norzagaray is een gemeente in de Filipijnse provincie Bulacan op het eiland Luzon. Bij de laatste census in 2007 had de gemeente ruim 105 duizend inwoners.

## Geografie

### Bestuurlijke indeling
Norzagaray is onderverdeeld in de volgende 13 barangays:
| - Bangkal - Baraka - Bigte - Bitungol - Friendship Village Resources - Matictic - Minuyan | - Partida - Pinagtulayan - Poblacion - San Lorenzo - San Mateo - Tigbe |

## Demografie
Norzagaray had bij de census van 2007 een inwoneraantal van 105.470 mensen. Dit zijn 28.492 mensen (37,0%) meer dan bij de vorige census van 2000. De gemiddelde jaarlijkse groei komt daarmee uit op 4,44%, hetgeen hoger is dan het landelijk jaarlijks gemiddelde over deze periode (2,04%). Vergeleken met de census van 1995 is het aantal mensen met 54.455 (106,7%) toegenomen.

De bevolkingsdichtheid van Norzagaray was ten tijde van de laatste census, met 105.470 inwoners op 288,52 km², 176,8 mensen per km².